# If I Ruled the World (Imagine That)
Pour les articles homonymes, voir If I Ruled The World.
Singles de Nas
One Love Street Dreams
Pistes de It Was Written
Live Nigga Rap Silent Murder
If I Ruled the World (Imagine That) est une chanson de Nas, tirée de l'album It Was Written. Ce titre, produit par Trackmasters et Rashad Smith, a été publié en single le 28 mai 1996. On y retrouve en featuring Lauryn Hill des Fugees.

## Samples
Il contient les samples de Friends de Whodini, de If I Ruled the World de Kurtis Blow et de Walk Right Up to the Sun des Delfonics.

## Clip
Dans le clip apparaissent le groupe Mobb Deep et le rappeur Cormega.

## Distinction
Ce titre a été nommé aux Grammy Awards 1997 dans la catégorie « Meilleure performance rap solo ».

## Classement
Le morceau s'est classé 8e au Rhythmic Top 40, 15e au Hot Rap Singles, 17e Hot R&B/Hip-Hop Songs au 53e au Billboard Hot 100.